# Aquiminzaque
Aquiminzaque (Aquim ou Quiminza, morreu em 1540) foi o último zaque de Hunza (atual cidade de Tunja). Governou entre 1537 e 1540.

## Biografia
Aquiminzaque foi governante na área norte de Muísca, sobrinho de seu antecessor Quemuenchatocha.
Seu reino começou em 2 de agosto de 1537 quando seu tio foi aprisionado em Suesca pela Espanha. A princípio, colaborou com os espanhóis, chegando a se converter ao catolicismo. Porém, diante das crescentes e contínuas exigências dos ibéricos, gerou-se insatisfação à população Muísca, e aos espanhóis o temor de uma insurgência.
Na ocasião do casamento de Aquiminzaque com a filha do líder de Gámeza, espalhou-se o rumor de que a ocasião seria uma armadilha para o início de uma rebelião. Com isso, as tropas espanholas sob liderança do conquistador espanhol Hernán Pérez de Quesada puniram Aquiminzaque e os caciques ali presentes, os decapitando na praça principal de Hunza (atual Praça de Bolívar).
Com a morte de Aquiminzaque, chegou ao fim a Confederação Muísca.